# ذي هيومن سينتيبيد 2 (التسلسل الكامل)
ذي هيومن سينتيبيد 2 (بالإنجليزية: The Human Centipede 2 (Full Sequence)) هو فيلم رعب تم إنتاجه في المملكة المتحدة وهولندا وصدر سنة 2011 بطولة لورانس أر. هارفي وأشلين يني، وهو الجزء الثاني من سلسلة أفلام الرعب «ذي هيومن سينتيبيد».

## القصة
رجل بريطاني مختل عقليا يقرر صنع «أم أربعة وأربعين» عبر اختطاف 12 شخص والقيام بأمور فظيعة بهم.

## الميزانية والإيرادات
حقق الفيلم أرباح تقدر بـ 142,000 دولار.

## وصلات خارجية
ذي هيومن سينتيبيد 2 على موقع IMDb (الإنجليزية)
- ذي هيومن سينتيبيد 2 على موقع ميتاكريتيك (الإنجليزية)
- ذي هيومن سينتيبيد 2 على موقع روتن توميتوز (الإنجليزية)
- ذي هيومن سينتيبيد 2 على موقع نتفليكس (الإنجليزية)
- ذي هيومن سينتيبيد 2 على موقع قاعدة بيانات الأفلام العربية
- ذي هيومن سينتيبيد 2 على موقع ألو سيني (الفرنسية)
- ذي هيومن سينتيبيد 2 على موقع Turner Classic Movies (الإنجليزية)
- ذي هيومن سينتيبيد 2 على موقع أول موفي (الإنجليزية)
- ذي هيومن سينتيبيد 2 على موقع بوكس أوفيس موجو (الإنجليزية)
- ذي هيومن سينتيبيد 2 على موقع فيلمافينيتي (الإسبانية)